# Anton Martin Schweigaard
Anton Martin Schweigaard, född 11 april 1808 i Kragerø, död 1 februari 1870 i Kristiania (nuvarande Oslo), var en norsk jurist och politiker, far till Christian Homann Schweigaard.
Schweigaard blev 1828 student och tog 1831 en lysande juridisk ämbetsexamen. Schweigaard deltog hänfört i det då sjudande studentlivet, slöt sig till Welhaven i striden mot Wergeland, deltog i stiftandet av Studenterforbundet och uppsättandet av veckoskriften "Vidar", där han, själv en utmärkt latinare, angrep den lärda skolan och ivrigt förordade  realbildningen.  
1833-35 studerade Schweigaard med statsstipendium i utlandet rättsvetenskap, blev 1835 lektor i detta fack och var från 1840 professor i lagkunskap, statsekonomi och statistik vid Kristiania universitet. Sedan 1846 var han även en av de tre administratörerna vid Norges banks Kristianiakontor. 1836 blev han en av redaktörerna för tidningen "Den constitutionelle", och där skrev han, som var förespråkare för frihandel, en mängd artiklar, som belyste näringslivets krav, bank-, mynt-, handels- och tullpolitik, alltid med den praktiske mannens respekt för realvärden. 
Samtidigt bevarade han, påverkad av fransk-engelsk filosofi och sociologi, ideell tro på frihet och på framsteg i modern anda. Samma grunduppfattning återfinns i hans vetenskapliga och politiska verksamhet. Schweigaards juridiska huvudarbeten är Kommentar over den norske kriminallov (1844-1846) och framställning av Den norske proces (2 band, 1849-58), båda grundläggande och av stor praktisk brukbarhet; domstolarna frångick ytterst sällan Schweigaards uppfattning. Ett supplement till Schweigaards processverk bildar de fragmentariska föreläsningarna Om konkurs-, skifte-og arvebehandling (utgivna 1871). 
Schweigaard representerade Kristiania i alla storting 1842-69. Vid vänsterns allt bittrare opposition mot regeringen ställde sig Schweigaard på dennas sida och blev dess kraftigaste stöd i stortinget, ehuru han varken sökte eller fick någon ledarställning i modern mening. Hans deltagande i det parlamentariska livet omfattade alla större frågor under hans levnad; han var den centrala kraften i dåtidens lagstiftningsverksamhet. Det var först och främst de ekonomiska spörsmålen, som upptog honom. I dylika frågor var han energisk reformator, som ofta mötte motstånd från den gamla vänsterns ekonomiska konservatism. 
I grundlagsfrågor däremot var Schweigaard konservativ; i unionsspörsmål försiktig och återhållande, även om han ställde sig på fullt nationell ståndpunkt, då han fann Norges rätt trädd för nära, och var därför med om adressen 1860. Han stod utanför partierna som oavhängig och avslog att inträda i regeringen. Schweigaard var verksam som ledamot av en mängd kommittéer och av Kristiania stadsfullmäktige från 1851. Han blev 1865 ledamot av den svenska Vetenskapsakademien. 1883 restes en staty av Schweigaard (av J. O. Middelthun) på den öppna platsen framför Kristiania universitets aula.